# Centris lyngbyei
Centris lyngbyei là một loài Hymenoptera trong họ Apidae. Loài này được Jensen-Haarup mô tả khoa học năm 1908.